# 1508 az irodalomban

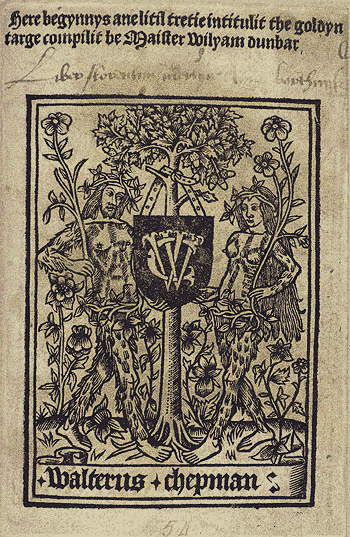
Az arany pajzs címlapja (1508)

Az 1508. év az irodalomban.

## Új művek
- Garci Rodríguez de Montalvo spanyol nyelvű lovagregénye: Amadis de Gaula (Zaragoza).
- Rotterdami Erasmus közmondásgyűjteményének jelentősen kibővített kiadása: Adagiorum chiliades. (Első kiadása: Adagia,  Párizs, 1500).[1]
- William Dunbar skót költő költeménye: The Goldyn Targe (Arany pajzs).

### Dráma
- Ludovico Ariosto vígjátéka: La Cassaria (Ládakomédia vagy Ládika), az első jelentősebb olasz nyelvű komédia.
- Gil Vicente portugál költő, színműíró, a modern portugál színjátszás "atyja" : Auto da alma (Színjáték a lélekről).[2]

## Születések
- április 3. – Jean Dorat francia író, hellénista; Pierre de Ronsard tanítómestere  († 1588)
- június 9. – Primož Trubar szlovén protestáns lelkész, író és fordító, a szlovén irodalmi nyelv megteremtője († 1586)
- 1508 – Marin Držić (Drzsics Marino), a Raguzai Köztársaságban élt reneszánsz kori horvát író, vígjátékíró, a Dundo Maroje című vígjáték szerzője († 1567)

## Halálozások
- február 4. – Conrad Celtes német humanista, költő (* 1459)